# Vera Schmidt Ernsthausen
Caroline Celine Vera (Vera) Schmidt Ernsthausen (Batavia, 7 december 1894 - 's-Gravenhage, 15 februari 1978) werd bekend als de grondlegger van de zogenaamde "Boutensdocumentatie" over de dichter Pieter Cornelis Boutens (1870-1943).

## Familie
Schmidt Ernsthausen werd geboren als dochter van de in 1910 tot Nederlander genaturaliseerde Duitser Maximilian Ernst Albert Victor Schmidt Ernsthausen (1863-1931), directeur-generaal van de Maatschappij voor de handel met Nederlands-Indië, en Mathilda Ament (1871-1949). Zij trouwde in 1916 met ir. Willem Jacob Twiss (1880-1944), mijningenieur en lid van de familie Twiss, uit welk huwelijk twee kinderen werden geboren: Lili (1917-2009), lerares klassieke talen, en Erik Ernst (1919-2014), internist-nefroloog en naamgever van het Dr E.E. Twissfonds; dit huwelijk werd in 1934 door echtscheiding ontbonden. In 1936 hertrouwde zij met mr. Sigismund Eduard Jacob Maurits van Lier (1875-1938), advocaat-generaal bij de Hoge Raad der Nederlanden. Sindsdien staat zij bekend onder de naam C.C.V. van Lier-Schmidt Ernsthausen.

## Werk
Schmidt Ernsthausen volgde een eenjarige opleiding tot onderwijzeres in Nederland waarna ze in 1913 onderwijzeres in Nederlands-Indië werd. Na haar huwelijk stopte ze met dat werk. In Den Haag teruggekeerd in de jaren 1920 begon ze aan zelfstudie filosofie, theologie en letterkunde. In 1929 werd ze secretaris van de Haagse Vereeniging voor wijsbegeerte waar ze haar tweede echtgenoot leerde kennen.

### Van Lier en Boutens
Van jongs af aan had Schmidt Ernsthausen belangstelling gehad voor het werk van de dichter Boutens. Ze heeft hem nooit ontmoet maar enkele malen telefonisch gesproken in de jaren 1930. In 1955 begon haar onderzoek naar Boutens in het Haags gemeentearchief. Daar kwam zij in aanraking met het gedicht 'Christus in Scheveningen'. Van toen af begon haar verzameling en haar overtuiging groeide dat Boutens alleen begrepen kon worden vanuit een christelijke levensopvatting en waardering.
Van Lier-Schmidt Ernsthausen legde contacten met een vriend en belangrijke mecenas van Boutens: Anton Johan Adriaan baron van Herzeele (1882-1960). Zij legde veel van wat Van Herzeele zei vast en verkreeg stukken van hem die zij aan haar verzameling toevoegde.
De verzameling van Van Lier-Schmidt Ernsthausen werd overgedragen aan het Historisch Documentatiecentrum voor het Nederlands Protestantisme (1800-heden). Deze verzameling vormde een belangrijke basis voor de studie van Wouter Blok: P. C. Boutens en de nalatenschap van Andries de Hoghe (Amsterdam, 1983) waaruit onomstotelijk is komen vast te staan dat Boutens de auteur was van de Strofen en andere verzen uit de nalatenschap van Andries de Hoghe; aan haar nagedachtenis is die studie door Blok opgedragen.